# Håkan Södergren (Eishockeyspieler)
Karl Håkan Södergren (* 14. Juni 1959 in Rosersberg) ist ein ehemaliger schwedischer Eishockeyspieler und jetziger -trainer.

## Karriere
Håkan Södergren begann seine Karriere als Eishockeyspieler bei Djurgårdens IF, für dessen Profimannschaft er in der Saison 1977/78 sein Debüt in der Elitserien, der höchsten schwedischen Spielklasse, gab. Mit Djurgården gewann der Flügelspieler auf nationaler Ebene in den Jahren 1983, 1989, 1990 und 1991 jeweils den schwedischen Meistertitel. Im Jahr 1990 gewann er mit seiner Mannschaft zudem den Eishockey-Europapokal. Er selbst wurde 1987 mit dem Guldpucken als Schwedens Spieler des Jahres ausgezeichnet. In den Jahren 1986, 1987 und 1988 wurde er zudem jeweils in das schwedische All-Star Team gewählt. Zuletzt lief der zweifache Olympiateilnehmer in der Saison 1991/92 für den Huddinge IK in der zweitklassigen Division 1 an, ehe er seine Karriere im Alter von 33 Jahren beendete. 
Ihm zu Ehren wurde seine Trikotnummer 22 von Djurgårdens IF gesperrt und wird an keinen anderen Spieler mehr vergeben. 
In der Saison 2011/12 war Södergren als Trainer der U19-Junioren des Lørenskog IK aus Norwegen tätig. 

### International
Für Schweden nahm Södergren im Juniorenbereich an der U18-Junioren-Europameisterschaft 1977 sowie der U20-Junioren-Weltmeisterschaft 1979 teil. Bei der U18-EM 1977 gewann er mit seiner Mannschaft die Gold-, bei der U20-WM 1979 die Bronzemedaille.  
Im Seniorenbereich stand er im Aufgebot seines Landes bei den Weltmeisterschaften 1983, 1985, 1986, 1987 und 1989. Zudem vertrat er Schweden bei den Olympischen Winterspielen 1984 in Sarajevo und 1988 in Calgary sowie 1987 beim Canada Cup. Bei den Winterspielen 1984 und 1988 gewann er mit seiner Mannschaft jeweils die Bronze-, bei der WM 1986 die Silber- und bei der WM 1987 die Goldmedaille.

## Erfolge und Auszeichnungen
| - 1983 Schwedischer Meister mit Djurgårdens IF - 1986 Schwedisches All-Star Team - 1987 Schwedisches All-Star Team - 1987 Guldpucken - 1988 Schwedisches All-Star Team | - 1989 Schwedischer Meister mit Djurgårdens IF - 1990 Schwedischer Meister mit Djurgårdens IF - 1990 Eishockey-Europapokal mit Djurgårdens IF - 1991 Schwedischer Meister mit Djurgårdens IF |

### International
| - 1977 Goldmedaille bei der U18-Junioren-Europameisterschaft - 1979 Bronzemedaille bei der U20-Junioren-Weltmeisterschaft - 1984 Bronzemedaille bei den Olympischen Winterspielen | - 1986 Silbermedaille bei der Weltmeisterschaft - 1987 Goldmedaille bei der Weltmeisterschaft - 1988 Bronzemedaille bei den Olympischen Winterspielen |